# José Higino Duarte Pereira
José Higino Duarte Pereira (Recife, 22 de janeiro de 1847 – Cidade do México, 10 de dezembro de 1901) foi um advogado, político, professor, magistrado, historiador, escritor e tradutor brasileiro.

## Biografia
Filho de Luís Duarte Pereira e Carlota de Miranda Duarte, família de larga tradição na sociedade da Província.
Foi bacharel em direito pela Faculdade de Direito do Recife, formado em 1867. Em 1884 voltaria à tradicional faculdade como catedrático de Direito Administrativo.Em sua carreira acadêmica, pode-se citar algumas obras, como, por exemplo: “Lições de Direito Natural” e “Lições de Direito Administrativo”, além de uma tradução do “Tratado de Direito Penal”, Franz Von Liszt.
Foi promotor público em Desterro (hoje Florianópolis).
Foi deputado à Assembleia Legislativa Provincial de Santa Catarina na 18.ª legislatura (1870–1871).
Retornou a Pernambuco,  por ter sido eleito deputado à Assembleia Provincial.

## Deputado constituinte, ministro e magistrado
Republicano, elegeu-se membro da Constituinte Republicana de 1890–1891, e foi lembrado na votação da primeira eleição presidencial, realizada pelo Congresso Constituinte.
Foi ministro interino da Justiça e dos Negócios Interiores, durante o ano de 1892, na presidência de Floriano Peixoto.
Integrou o Supremo Tribunal Federal de 1892 até 1897.

## Pesquisador e historiador
Como historiador e escritor, abordou a ocupação holandesa no Brasil, tendo viajado à Holanda, de onde trouxe cópias de alentado acervo de documentos sobre João Maurício de Nassau e a ocupação holandesa no nordeste do Brasil, tendo para isso pesquisado museus, institutos históricos, cartórios e outros órgãos onde poderiam ser encontrados documentos relativos à invasão do nordeste brasileiro. O bom domínio que tinha do idioma alemão e dos diversos dialetos regionais dos Países Baixos lhe facilitava nas suas pesquisas. 
Também foi membro da Academia Pernambucana de Letras.

## Tradutor

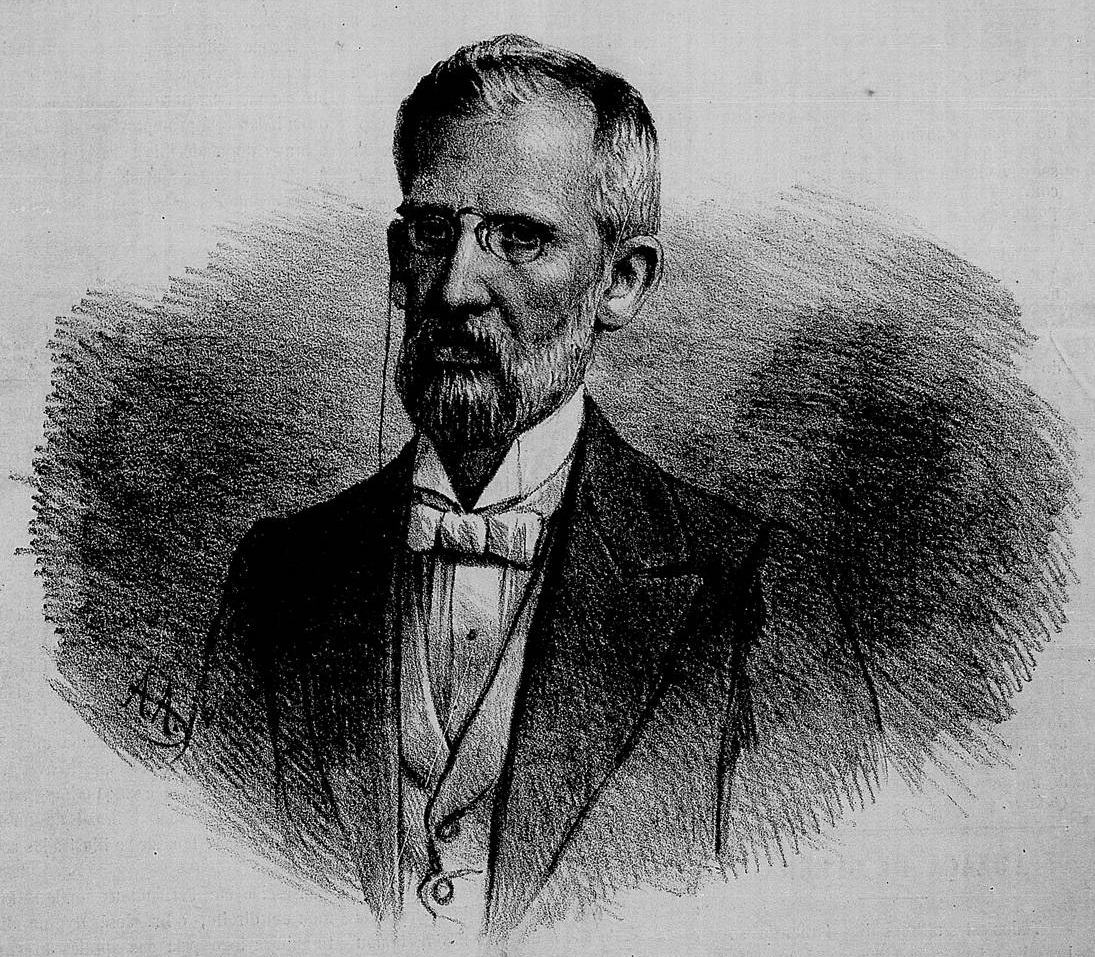
José Hygino Duarte Pereira, falecido em 10/12/1901, no México, onde representava o Brasil como delegado na Confederação Pan-Americana.

Verteu para o português da sétima edição alemã o importante Tratado de direito penal de Franz von Liszt, escrevendo, ainda, um famoso prefácio à edição brasileira, publicada em 1899. Este Tratado que ainda hoje é lido, estudado e citado, foi traduzido para vários idiomas. Os juristas lusófonos podem orgulhar-se de ter a primazia no rol dessas traduções graças ao trabalho do ilustre sábio da Faculdade do Recife.
Foi comendador da Imperial Ordem da Rosa apesar de antimonarquista.
Faleceu quando participava, representando o Brasil, no Congresso Pan-americano realizado no México. Foi sepultado no Cemitério São João Batista no Rio de Janeiro.